# Speocropia nona
Speocropia nona là một loài bướm đêm trong họ Noctuidae.